# Lonomia obliqua
Lonomia obliqua är en fjärilsart som beskrevs av Walker 1855. Lonomia obliqua ingår i släktet Lonomia och familjen påfågelsspinnare. Inga underarter finns listade i Catalogue of Life.

## Bildgalleri

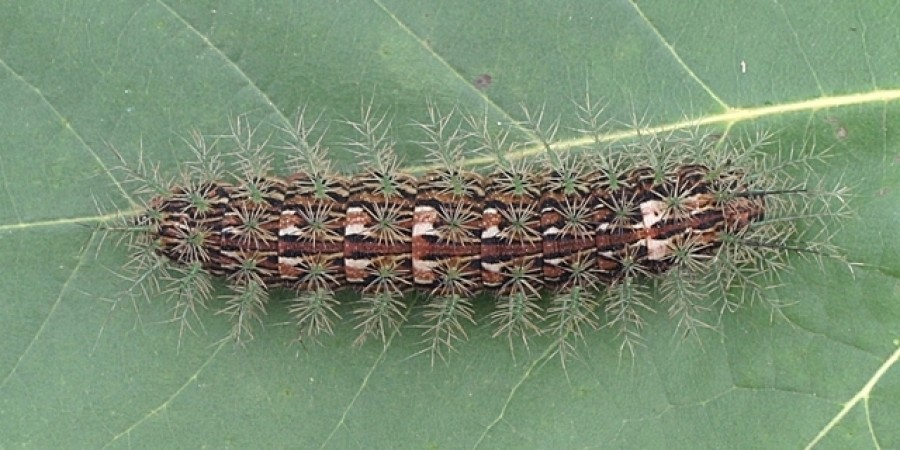
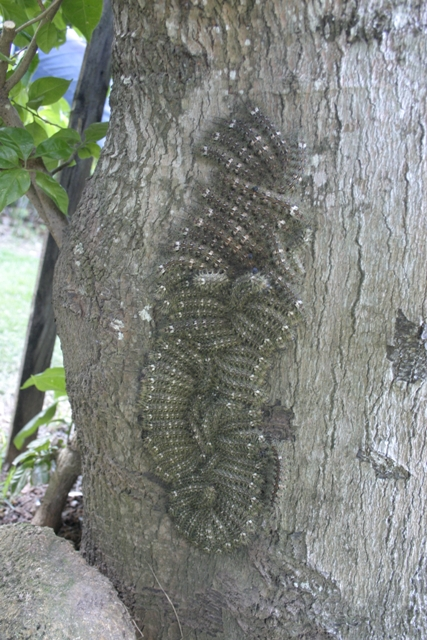